# Hub381
Hub381 är en köping i Kina. Den ligger i provinsen Jiangsu, i den östra delen av landet, omkring 130 kilometer sydost om provinshuvudstaden Nanjing.
Genomsnittlig årsnederbörd är 1 542 millimeter. Den regnigaste månaden är juli, med i genomsnitt 268 mm nederbörd, och den torraste är december, med 50 mm nederbörd.